# Parafia św. Anny w Sokolicy
Parafia świętej Anny w Sokolicy – parafia rzymskokatolicka znajdująca się w archidiecezji warmińskiej, w dekanacie Reszel.